# Setaria sphacelata
Espèce
Synonymes
- Chaetochloa aurea (A.Braun) Hitchc.[1]
- Chaetochloa glauca var. aurea (Hochst. ex A.Br.) W.F.Wright[1]
- Panicum aureum (Hochst. ex A.Br.) Nees[1]
- Panicum chrysanthum Steud.[1]
- Panicum rudimentosum Steud.[1]
- Panicum sphacelatum Schumach.[1]
- Pennisetum aureum A.Rich.[1]
- Setaria almaspicata de Wit[1]
- Setaria bussei R.A.W.Herrm.[1]
- Setaria cana de Wit[1]
- Setaria decipiens de Wit[1]
- Setaria flabellata Stapf[1]
- Setaria glauca var. aurea (A.Braun) K.Schum.[1]
- Setaria homblei De Wild.[1]
- Setaria laxispica Stapf[1]
- Setaria myosuroides Peter[1]
- Setaria neglecta de Wit[1]
- Setaria perennis Hack.[1]
- Setaria rudimentosa (Steud.) T.Durand & Schinz[1]
- Setaria scalaris Peter[1]
- Setaria tenuispica Stapf & C.E.Hubb.[1]

Setaria sphacelata est une espèce de plantes monocotylédones de la famille des Poaceae, sous-famille des Panicoideae, originaire d'Afrique et de la péninsule arabique.
Ce sont des plantes herbacées vivaces, cespiteuses, aux tiges (chaumes) pouvant atteindre 300 cm de long, et aux inflorescences en panicules.
Setaria sphacelata est parfois cultivée comme plante fourragère, notamment en Australie. Elle doit être pâturée de préférence à l'état jeune et avant la montaison, lorsqu'elle est plus appétente et plus digestible pour le bétail.

## Toxicité
Cette espèce peut accumuler des oxalates dans les feuilles, en particulier dans les jeunes pousses vigoureuses et bien fertilisées. Cela peut conduire à  l'hyperparathyroïdisme (maladie de la « grosse tête ») chez les équidés (chevaux et ânes) et chez les ruminants, à une maladie rénale (néphrose), et notamment chez les vaches laitières à forte production à l'hypocalcémie (fièvre de lait) ou à l'hypomagnésémie (tétanie d'herbage).

## Liste des variétés et sous-espèces
Selon Tropicos (25 décembre 2017) (Attention liste brute contenant possiblement des synonymes) :
- sous-espèces :
  - Setaria sphacelata subsp. aquamontana de Wit
  - Setaria sphacelata subsp. sphacelata
- variétés:
  - Setaria sphacelata var. anceps (Stapf) Veldkamp
  - Setaria sphacelata var. aurea (Hochst. ex A. Braun) Clayton
  - Setaria sphacelata var. breviseta Chiov.
  - Setaria sphacelata var. sericea (R.E. Massey ex Stapf) Clayton
  - Setaria sphacelata var. sphacelata
  - Setaria sphacelata var. splendida (Stapf) Clayton
  - Setaria sphacelata var. torta (Stapf) Clayton